# SuperDonald: Duck Power
SuperDonald: Duck Power was een halfjaarlijkse Disney-uitgave van Sanoma Uitgevers en de Nederlandse vertaling van de Italiaanse stripreeks Paperinik New Adventures. De reeks bevatte verhalen over Donald Ducks alter ego SuperDonald in een sciencefiction-achtige omgeving. Deze verhalen zijn een mix van de klassieke komische Disneystrips en de superheldenstrips uit de Verenigde Staten. Een oorlogszuchtige buitenaardse beschaving, dood en haat geven aan deze serie een donkere sfeer die in de klassieke Disneyverhalen ontbreekt.
Sinds 2016 wordt de serie opnieuw uitgegeven in Disney Premiumpockets.

## De serie
De oorspronkelijke Italiaanse serie, Paperinik New Adventures (PKNA), bestond uit 3 testnummers, 49 gewone delen en 4 specials. Ze werd gevolgd door de series PK² (18 delen en 1 special) en PK Pikappa (32 delen). In de Nederlandse Duck Powerreeks zijn slechts enkele delen uit PKNA verschenen. In Disney XD Magazine zijn verder korte verhalen uit alle drie de reeksen verschenen, plus enkele in Nederland geproduceerde verhalen. Sinds 2016 is PKNA een van de reeksen die wordt uitgegeven in premiumpockets.

### Eerste reeks
- Duck Power 1 – SuperDonald en de tijdpiraat - 21 mei 1997 - Il vento del tempo
- Duck Power 2 – Gevaar van Venus - 26 november 1997 - Ombre su Venere

### Tweede reeks
- Duck Power 1+2 – Gevaar van Venus - april 2006 - Il vento del tempo, Ombre su Venere
- Duck Power 3 – Held uit het verleden - oktober 2006 - Ritratto dell'eroe da giovane
- Duck Power 4 – Invasie! - maart 2007 - Invasione!
- Duck Power 5 – Silicium - oktober 2007 - Silicio
- Duck Power 6 – De bronnen van de Maan - maart 2008 - Le sorgenti della Luna
- Duck Power 7 – Trauma - september 2008 - Trauma

De serie werd in 2008 beëindigd wegens tegenvallende verkoopresultaten.
In 2010 werd het verhaal SuperDonald en de tijdpiraat herdrukt in ‘Disney Fun Boek’.
Sinds 2016 worden al deze verhalen opnieuw uitgegeven in de Premiumpockets met een betere vertaling.

### Disney XD Magazine

#### PKNA-verhalen
- Magazine 2010-5: Het afscheid uit PKNA Speciale 98: Zero Barra Uno (eerste verhaal)
- Magazine 2010-7: 87 bis uit PKNA Speciale 98: Zero Barra Uno (derde verhaal)
- Magazine 2010-8: Uitgeteld uit PKNA Speciale 98: Zero Barra Uno (tweede verhaal)
- Magazine 2010-12: Een pretpark vol vlamkoppen uit PKNA Speciale 98: Zero Barra Uno (vierde verhaal)
- Magazine 2011-9: Verrassingsaanval uit Disney Megazine 58
- Magazine 2011-10: Futuristische auto uit Disney Megazine 58

Zero Barra Uno staat tevens volledig in Premium 9 samen met vier andere verhalen.

#### PK²-verhaal
- Magazine 2010-4: Avontuur vol vuur uit PK² Speciale 01: Duckmall (zevende verhaal)

#### PK Pikappa-verhalen
- Magazine 2010-1: 29-2: Black Dragon
- Magazine 2010-2: 23-2: Kettingreactie
- Magazine 2010-3: 30-2: Rook en spiegels
- Magazine 2010-6: 31-2: SuperDonald als scheidsrechter
- Magazine 2010-13: 5-2: Destroyer Kid
- Magazine 2012-4: 26-2: De slak slaat toe

#### Verhalen van Nederlandse bodem
- Magazine 2010-9: Het verloren water
- Magazine 2010-10: De stroomgnoom
- Magazine 2010-11: De invasie van de magmamonsters

In 2011 verscheen er in elk nummer ook een Nederlandse gagpagina van SuperDonald. Enkel in nummers 9 en 10 verscheen een Italiaanse gagpagina uit Disney Megazine 58.

### Disney Premium
Sinds 2016 worden er premiumpockets uitgegeven van onder andere PKNA (Superdonald), Mickey Mouse Mystery Magazine (Mickeys Mysteries), Darkwing Duck en DubbelDuck. Nu worden er geen verhalen overgeslagen. Alle verhalen zijn opnieuw vertaald en hebben dus soms een nieuwe titel.
- Premium 1 - Superdonald: Dreiging uit de ruimte - 27 april 2016 - Evroniani, Il vento del tempo, Xadhoom!, Ombre su Venere, Due
- Premium 3 - Superdonald: In strijd met de tijd - 14 september 2016 - Il giorno del sole freddo, Terremoto, Ritratto dell'eroe da giovane, Spore, Invasione!
- Premium 5 - Superdonald: De vijand van Twee - 22 februari 2017 - Silicio, Missing, Le sorgenti della Luna, Trauma, Urk
- Premium 7 - Superdonald: De opstand van de androïden - 8 juli 2017 - Seconda stesura, La notte più buia, Carpe diem, Motore/azione, Manutenzione straordinaria
- Premium 9 - Superdonald: De stilte van de sterren - 15 november 2017 - Stella cadente, Antico futuro, Zero assoluto, Mekkano, Zero barra uno
- Premium 11 - Superdonald: Het gevaar van techniek - 25 april 2018 - Tyrannic, Frammenti d'autunno, Vuoto di memoria, Crepuscolo, Fuoco incrociato
- Premium 13 - Superdonald: Een andere wereld - 17 oktober 2018 - Il tempo fugge, I mastini dell'universo, Metamorfosi, Virus, Fase Due
- Premium 15 - Superdonald: Een duistere toekomst - 22 mei 2019 - Beato Angelico, Underground, La fine del mondo, Il giorno che verrà, Niente di personale
- Premium 17 - Superdonald: Het verloren volk - 14 oktober 2019 - Clandestino a bordo, Lontano lontano, Sotto un nuovo sole, Nella nebbia, Craufragio
- Premium 19 - Superdonald: Een ongekende kracht - 22 april 2020 - Un solo respiro, Agdy Days, La sindrome di Ulisse, Sul lato obscuro, Operazione Efesto
- Premium 20 - Superdonald: Het einde van een tijdperk - 22 juli 2020 - Nell'ombra, Prima dell'alba, Le parti e il tutto, Tempo al tempo
- Premium 21 - Superdonald: De parallelle held - 21 oktober 2020 - Se...

## Het verhaal
In het eerste deel van de Duck Power-reeks (Evroniani) vindt SuperDonald in een geheimzinnig flatgebouw, de Ducklair Tower, een high-tech wapenuitrusting en de AI Eén. Met behulp van Eén, de nieuwe wapenuitrusting en verschillende andere geavanceerde wapens die in de Ducklair Tower verborgen zijn, bestrijdt SuperDonald tijdreizigers, schurken en vooral de Evroniërs, een imperialistische buitenaardse beschaving.

## Hoofdpersonages
In de premiumreeks worden soms andere namen gebruikt. De oude namen worden hier tussen haakjes vermeld.
Lyla Lay (voorheen Clarissa)Lyla is een androïde en journaliste die werkt voor ’00 Nieuws’, onderdeel van het Duckstadse mediabedrijf Kanaal 00. Haar baan is een dekmantel voor haar werk bij de tijdpolitie, die haar in het heden heeft gestationeerd om te zorgen dat tijdreizigers zoals de Stroper de geschiedenis niet veranderen door in ons heden in te grijpen.
Angus Fangus (voorheen Cor de Cactus)Fangus is een kiwi uit Nieuw-Zeeland en evenals Lyla werkzaam voor 00 Nieuws. Hij is geobsedeerd door SuperDonald en laat geen mogelijkheid voorbijgaan om hem in zijn uitzendingen zwart te maken.
Everett Ducklair (voorheen Dirk Duizelduck)Meneer Ducklair is een geniale wetenschapper en zakenman uit Duckstad. Tot zijn creaties behoren onder andere de artificiële intelligentie Eén en de technologisch zeer geavanceerde Ducklair Tower (voorheen de Duizelducktoren). Toen hij bemerkte dat hij zichzelf er niet van kon weerhouden om steeds dodelijkere wapens uit te vinden, heeft hij zijn ondernemingen voor een appel en een ei van de hand gedaan. Daarna heeft hij zich teruggetrokken in het Boeddhistische klooster Dhasam-Bul in de Himalaya.
EénEén is een door Ducklair gecreëerde artificiële intellegentie en woont op een geheime 151ste verdieping in de Ducklair Tower. Hij controleert de hele toren met al haar apparatuur en is in feite de toren zelf. Eén is SuperDonalds belangrijkste bondgenoot in de strijd tegen de misdaad.
EvroniërsDe Evroniërs zijn paarskleurige, gesnavelde antropoïden. Hun samenleving is sterk hiërarchisch georganiseerd en verdeeld in militairen en wetenschappers. Van beide groepen kunnen alleen de hogere kasten enigszins autonoom denken. Boven de hoogste wetenschappelijke en militaire functionarissen staat de Imperiale Raad, die het Evroniaanse Imperium bestuurt. De leden van deze raad krijgen op hun beurt weer telepathisch hun orders van de keizer. De Evroniaanse beschaving is gesticht door Evron, de voorouder van de huidige Evroniërs. Evron is tevens de naam van de kunstmatige planeet die de thuisbasis is van het Evroniaanse rijk en de naam waarmee de keizer wordt aangeduid. Dit rijk beheerst grote delen van het melkwegstelsel en is in het begin van de serie ook bij de aarde gearriveerd.
GorthanGorthan is een Evroniaanse wetenschapper van hoge rang. Hij is verantwoordelijk voor het ontstaan van de gemuteerde generaal Trauma en is degene die het bevel gegeven heeft Xadhoems thuisplaneet Xerba te vernietigen. Gorthan waardeert aardse literatuur, in het bijzonder de werken van William Shakespeare en Antoine de Saint-Exupery. In de serie PK Pikappa is hij fan van de werken van Zartas, een Evroniaanse dichter.
Odin EidolonOdin Eidolon is een drieëntwintigste-eeuwse miljardair en eigenaar van een van de grootste fabrieken van androïden. Onder meer a is in zijn fabrieken gemaakt. Eidolon is zelf ook een androïde: hij is eigenlijk Eén die een lichaam voor zichzelf heeft ontworpen om beter met de wereld om hem heen te kunnen interageren. Naast Eén bevat de persoonlijkheid van Eidolon ook een deel van Twee.
De Stroper (voorheen de Plunderaar)De Stroper is een tijdreizende superschurk uit de 23ste eeuw, die werkt voor 'De Organisatie’, het belangrijkste kartel van tijdreizigers in de jaren 2300.
SuperDonaldSuperDonald is het alter ego van Donald Duck. 's Nachts verandert Donald in SuperDonald en bestrijdt de misdaad in Duckstad. In deze serie verschilt hij wat van de normale SuperDonald in de pockets. Hij heeft betere wapens, opereert regelmatig buiten Duckstad en niet zelden in de ruimte, en is omgeven met een hele cast aan nieuwe personages.
TweeTwee is door Ducklair ontworpen als back-up voor Eén. Hij heeft daarom dezelfde capaciteiten als Eén, maar is bedoeld niets te doen en pas in actie te komen als Eén uitvalt. Twee haat hierom zijn 'tweelingbroer' en probeert hem verschillende malen te elimineren.
Xadhoem (voorheen Xadoem)Xadhoem is een buitenaardse mutant en SuperDonalds machtigste bondgenoot. Nadat haar thuisplaneet Xerba door de Evroniërs werd veroverd, zwoer ze wraak te zullen nemen op dit invasieve ras.

## In andere landen
De Duck Powerserie is in 1996 in Italië bedacht. De serie, voor Disney ongewoon innovatief, liep vanaf het eerste begin uitstekend. Naarmate de serie verderging namen de continuïteitsproblemen echter toe. Verhalen gingen elkaar tegenspreken en het werd voor de schrijvers steeds moeilijker om een goed verhaal te verzinnen. In 2001 werd de serie na 52 nummers opgeheven. Niet alleen in Italië, maar ook in Scandinavië was de serie zeer populair. In Noorwegen, Zweden en Denemarken verschenen bijna alle nummers van het tijdschrift. In onder andere Finland, Argentinië en Brazilië werd de reeks wegens gebrek aan populariteit snel stopgezet.

## Latere verhalen
De oorspronkelijke serie werd in 2001, gevolgd door een nieuwe serie, PK², die het achttien nummers uithield. In deze serie zijn de Evroniërs uit de verhalen weggeschreven en wordt SuperDonald geconfronteerd met de terugkeer van Everett Ducklair.
In 2002 werd PK² stopgezet en vervangen door de derde serie, PK Pikappa. In deze derde reeks zijn de achtergronden van SuperDonald en de andere personages in de serie geheel herzien. De serie speelt zich af in een parallel universum waar de oude SuperDonald nooit heeft bestaan. SuperDonald is nu lid van de Wachters van de Melkweg, een organisatie die zich verzet tegen de Evroniaanse expansie. In praktijk zijn de verhalen ongeveer hetzelfde als in de eerste serie, hoewel er meer nadruk ligt op spectaculaire gevechten. Aan het einde van de derde serie, in nummer 32, wordt na een verandering in de tijdlijn het agressieve Evroniaanse rijk vervangen door een samenleving van vreedzame Evroniërs en heeft SuperDonald weer nooit bestaan.
In 2014 verschenen de verhalen Paperinik e la macchina del Fangus en de zesdelige reeks Universo PK, wat opnieuw een reboot was. Hierin komen Willie Wortel en Dagobert Duck meer voor en is de invloed van Ducklair verdwenen.
In juli 2014 begon de reeks Paperinik New Era. De serie speelt zich jaren na PK² af. Everett is teruggekeerd naar Corona, zijn geboorteplaneet, en heeft Eén uitgeschakeld. Donald zit na de opoffering van de Ducklair Tower in het laatste gevecht in een soort crisis, maar moet zijn rol als SuperDonald weer gaan oppakken als de Evroniërs terugkomen. Hij krijgt hulp van een nieuwe artificiële intelligentie, De Hoeder van het Huis Omega, maar die is een stuk minder hulpvaardig dan Eén. Later blijkt dat de Ducklair Tower nog wel bestaat, maar in een vijfde dimensie. Die dimensie is door Ducklair gecreëerd als gevangenis voor superschurk Moldrock. De serie bestaat uit verschillende verhaallijnen, die elk vier of vijf uitgaven bevatten. In 'Timecrime' komen SuperDonald en zijn andere alter ego Dubbelduck bijvoorbeeld in een tijdparadox terecht.